# Позоров, Иван Фёдорович
Иван Фёдорович Позоров (20 января 1930 — 25 февраля 2012) — передовик советской энергетической промышленности, Бригадир слесарей-монтажников Братского участка треста «Востокэнергомонтаж» Министерства энергетики и электрификации СССР, Иркутской области, Герой Социалистического Труда (1971).

## Биография
Родился 20 января 1930 года в селе Михайловке, ныне Ужурского района Красноярского края.
В 1942 году стал трудиться в местном колхозе.
С 1950 по 1953 год проходил срочную службу в рядах Красной армии. После демобилизации стал трудиться в тресте «Сибэнергомонтаж» в городе Новосибирске. Работал слесарем, монтажником, машинистом крана.
В 1958 году стал работать в Красноярском подразделении треста «Востокэнергомонтаж». С апреля 1962 года работал и проживал в Братске. Руководил бригадой слесарей-монтажников на строительстве Братского и Усть-Илимского лесопромышленного комплекса.
Указом Президиума Верховного Совета СССР от 20 апреля 1971 года за успехи в деле развития энергетики и электрификации, а также получение высоких показателей в производстве и строительстве Ивану Фёдоровичу Позорову было присвоено звание Героя Социалистического Труда с вручением ордена Ленина и золотой медали «Серп и Молот».
Избирался депутатом Братского городского совета депутатов.
Проживал в городе Братске Иркутской области. Умер 25 февраля 2012 года.

## Награды
За трудовые заслуги был удостоен:
- золотая звезда «Серп и Молот» (20.04.1971)
- орден Ленина (20.04.1971)
- Орден «Знак Почёта» (20.09.1962)
- другие медали.